# Bisterhultsgölen
Bisterhultsgölen är en sjö i Tingsryds kommun i Småland och ingår i Ronnebyåns huvudavrinningsområde.